# Босый, Дмитрий Филиппович
Дмитрий Филиппович Бо́сый (1911—1959) — фрезеровщик «Уралвагонзавода», новатор производства, зачинатель «движения тысячников». Лауреат Сталинской премии второй степени.

## Биография
Родился в 1911 году на Украине в семье столяра-краснодеревщика. С 1929 г. работал фрезеровщиком на Адмиралтейском судостроительном заводе в Ленинграде.
С началом Великой Отечественной войны вместе с заводом эвакуировался в Нижний Тагил. Работая фрезеровщиком на «Уралвагонзаводе», изобрёл приспособление, которое позволило применять набор фрез для одновременной обработки нескольких деталей на одном станке. 12 февраля 1942 года Дмитрий Филиппович выполнил сменное задание на 1480 % и тем самым положил начало движению тысячников. 28 апреля 1942 года он выполнил 3716 % нормы. Выполняя некоторые операции одновременно и работая сразу на нескольких станках, он продолжал увеличивать выработку. 12 февраля 1943 года, применив оригинальное многоместное приспособление, выполнил норму на 6200 %. Движение тысячников быстро распространилось на предприятиях Нижнего Тагила, Урала, всего Советского Союза и охватило многие отрасли промышленности и строительства.
Член ВКП(б) с 1945 года.
В 1945 году вернулся в Ленинград. Погиб, спасая тонущих людей, в 1959 году.

## Награды и звания
- орден Ленина (1945)[4]
- Сталинская премия II степени в размере 100 000 рублей (10 апреля 1942) — «за высокопроизводительные методы обработки металла с помощью усовершенствованных им приспособлений и правильного подбора фрез»[5][6]